# Tilloglomus
Tilloglomus is een kevergeslacht uit de familie van de boktorren (Cerambycidae). De wetenschappelijke naam van het geslacht werd voor het eerst geldig gepubliceerd in 1975 door Martins.

## Soorten
Tilloglomus is monotypisch en omvat slechts de volgende soort:
- Tilloglomus spectabile Martins, 1975